# U-778
U-778 – niemiecki okręt podwodny (U-Boot) typu VII C z okresu II wojny światowej. Okręt wszedł do służby w 1944 roku. Jedynym dowódcą był Oblt. Ralf Jürs.

## Historia
Wcielony do 31. Flotylli U-Bootów celem szkolenia załogi, od marca 1944 roku w 11. Flotylli jako jednostka bojowa.
Odbył jeden patrol bojowy, przerwany awarią chrap, podczas którego nie zatopił żadnej jednostki przeciwnika.
Poddany 9 maja 1945 roku w Bergen (Norwegia), przebazowany do Loch Ryan (Szkocja). Zatopiony w trakcie holowania 4 grudnia 1945 roku podczas operacji Deadlight.